# Pandanus pluriaculeatus
Pandanus pluriaculeatus är en enhjärtbladig växtart som beskrevs av Huynh. Pandanus pluriaculeatus ingår i släktet Pandanus och familjen Pandanaceae.
Artens utbredningsområde är Madagaskar. Inga underarter finns listade.